# 妄想マンデー
『妄想マンデー』（もうそうマンデー）は、インターネットテレビ局AbemaTVのAbemaSPECIALチャンネルで2016年4月11日から2018年6月25日まで配信されていたバラエティ番組。綾部祐二のMCでスタートし、2017年4月からアルコ&ピースがMCを務めた。略称は「妄マン（もうまん）」。

## 番組概要
1週間のスタートに元気を出してもらうことをコンセプトにした地上波ではできないお色気バラエティーとしてスタート。
90年代セクシーバラエティー的、ならびに視聴者とのやり取りは深夜ラジオのノリで進行していく。コンセプトは『“妄想”をかきたてる』。
23時スタートの2時間番組としてスタートしたが、2017年10月10日配信分より火曜0時（月曜深夜）スタートの60分番組となる。
2018年6月5日配信分で同月26日、第111回での終了が発表された。最終回は360度カメラを導入し、VRゴーグル対応の配信をYouTubeで行った。
2021年4月23日、番組復活をYouTubeで告知。同年4月26日23時よりABEMAプレミアムにて『帰ってきた妄想マンデー』として3週連続で配信。MCにはアルコ＆ピース、今野杏南、塩地美澄が再集結する。
2021年10月29日より『またまた帰ってきた妄想マンデー』として短期集中復活（全4回）。

## 出演者

### MC
- 平子祐希（アルコ&ピース）

既婚者ならではのエロ目線を展開する理論派の変態。ポニーテール好きであり、設定好き。架空の彼氏や架空の旦那になることを得意とする。ただの水着姿よりも私服からちらりと見える水着を好む。
『帰ってきた妄想マンデー』、『またまた帰ってきた妄想マンデー』にも出演。
- 酒井健太（アルコ&ピース）

百戦錬磨のプレイ変態。ツッコミ担当であるが、番組では平子にツッコむことは少なく、妄想ガールの言動にツッコむ。面談では妄想カメラを担当。リアリティあふれる威圧的なナンパ術を披露する。
『帰ってきた妄想マンデー』、『またまた帰ってきた妄想マンデー』にも出演。
- 今野杏南

妄マンガールのマネジャー的存在であり、平子の暴走に冷静なツッコミを入れる役割だが、なぜかときに男性目線になる。
綾部時代は積極的に「妄想させる側」に回っていたほか、妄想度が高いためか言い間違いも多々していた。好きなものはおっぱい。ニックネームはあんちょ。
『帰ってきた妄想マンデー』、『またまた帰ってきた妄想マンデー』にも出演。
- 塩地美澄

グラビア経験もあるアナウンサー。衣装でいじられることも多い。おもに進行役を担う。
綾部時代は今野同様コーナー参加していたが、演技が下手なことを揶揄されていた。誕生日前後におっぱい型のケーキを贈られるのが恒例となっており、奇遇にも誕生日と重なった最終回でも贈られた。
『帰ってきた妄想マンデー』、『またまた帰ってきた妄想マンデー』にも出演。

### 過去のMC
- 綾部祐二(2017年3月27日配信分にて卒業)

番組内での通称は巨匠、アニキ。丸サングラスをつけ、「もう一人のカメラマン」として手持ちカメラを回していた。塩地が着ていたワンピースパジャマを切り刻み、下着を露わにするなど暴走する一面もあった。2017年3月をもって卒業したが、最終回にもニューヨークから電話出演し、レギュラー陣をねぎらった。

### 妄マンガール
番組イメージガール。下記のように毎週1名が選出され増えていくというコンセプトだったが、2017年以降は2～3名が出演。
- #1 2016年4月11日 1号 - 夏目花実
- #2 2016年4月18日 2号 - 清水あいり
- #3 2016年4月25日 3号 - 園都
- #4 2016年5月2日 GWスペシャル - 1号～3号
- #5 2016年5月9日 4号 - 神崎紗衣
- #6 2016年5月16日 5号 - 三井里彩
- #7 2016年5月23日 6号 - 豊田瀬里奈
- #8 2016年5月30日 7号 - 新垣由奈
- #9 2016年6月6日 8号 - 和地つかさ
- #10 2016年6月13日 9号 - 樹智子
- #11 2016年6月20日 生誕祭スペシャル - 2号＆4号
- #12 2016年6月27日 10号 - 雨宮留菜
- #13 2016年7月4日 11号 - 夏希リラ
- #14 2016年7月11日 12号 - 熊野はるか
- #15 2016年7月18日 海の日スペシャル - 2号＆4号6号＆8号
- #16 2016年7月25日 13号 - 佐藤ルチア
- #17 2016年8月1日 14号 - 帆春
- #18 2016年8月8日 15号 - 小島みゆ
- #19 2016年8月15日 16号 - 森咲智美 ＆9号
- #20 2016年8月22日 夏休みスペシャル - 1号＆2号＆4号6号＆8号
- #21 2016年8月29日 17号 - 白川未奈
- #22 2016年9月5日 18号 - 如月さや
- #23 2016年9月12日 19号 - 野々宮ミカ
- #24 2016年9月19日 収穫祭スペシャル - 6号＆8号＆11号＆17号
- #25 2016年9月26日 20号 - 桜井奈津
- #26 2016年10月3日 21号 - 舞希セナ
- #27 2016年10月10日 体育祭スペシャル - 14号＆20号
- #28 2016年10月17日 22号 - 小柳歩
- #29 2016年10月24日 23号 - みづきあかり
- #30 2016年10月31日 ハロウィーン＆サスケベスペシャル - 18号＆22号
- #31 2016年11月7日 24号 - 志崎ひなた
- #32 2016年11月14日 25号 - 璃乃
- #33 2016年11月21日 26号 - トロたん
- #34 2016年11月28日 ニーハイ＆サスケベスペシャル - 2号＆サスケベチャレンジャー高橋なお、美森ゆみな
- #35 2016年12月5日 27号 - 直井香
- #36 2016年12月19日 クリスマススペシャル - 6号＆14号＆22号
- #37 2016年12月26日 サスケベ＆2016神シーン大放出SP - 2号＆8号＆24号＆倉持由香＆みひろ
- #38 2017年1月9日 高橋克典さんが来ちゃった＆総集編SP - 2号＆8号＆21号＆高橋克典
- #39 2017年1月16日 28号 - うさまりあ ＆21号
- #40 2017年1月23日 29号 - おくはるな ＆14号
- #41 2017年1月30日 "高橋克典"再登場！名誉顧問・只野仁が妄マンGとフンフン…♡？ - 2号＆17号＆22号＆高橋克典
- #42 2017年2月6日 サスケベFINAL！ - 21号＆サスケベチャレンジャー日里麻美
- #43 2017年2月13日 It's a パンチラ World…♡チュート徳井先生 参戦SP! - 2号＆4号＆6号＆8号
- #44 2017年2月20日 30号 - 麻生亜実 ＆22号
- #45 2017年2月27日 ついに、あんちょが生着替え♡極楽とんぼ山本が乱入!? - 3号＆4号＆6号＆18号
- #46 2017年3月6日 SPゲスト！フット後藤が行列のできる"おっぱいパイク"に試乗 - 2号＆4号＆14号＆17号＆後藤輝基
- #47 2017年3月13日 大悟が大はしゃぎのお乳見SP！今夜は千鳥と"暴走マンデー"!? - 2号＆6号＆21号＆30号＆千鳥
- #48 総集編＆ロールキャベツ作り -2号＆4号＆21号
- #50 2017年4月3日 アルコ＆ピース初登場！-2号＆4号＆8号
- #51 2017年4月10日 2号＆6号＆21号
- #52 2017年4月17日 4号＆8号＆21号
- #53 2017年4月24日 2号＆8号＆17号
- #54 2017年5月1日 8号＆22号＆30号
- #55 2017年5月8日 6号＆14号＆22号
- #56 2017年5月15日 2号＆15号＆17号
- #57 2017年5月22日 31号 - 
柚月彩那 ＆9号＆21号
- #59 2017年6月6日 33号 -
相良朱音 ＆8号＆21号
- 2017年9月4日配信分では東京スポーツとのコラボ企画であさいあみ（30号）、椎山なつみ（32号）、椿原愛（36号）の3人が妄マンガールとして紹介された[11]。
- 2017年10月2日配信回（#75）2号＆月城まゆ（34号）＆36号
- 2017年12月18日配信回（#85）では新乳生オーディションとして長谷部有咲、MADOKA、宮里ゆりは、河合あすなが出演[12][13]。河合に出演権が与えられた。
- 2018年1月30日配信回（#90）2号＆34号＆36号
- 2018年2月20日配信回（#93）2号＆17号＆34号＆36号＆松嶋えいみ（37号）
- 2018年2月27日配信回（#94）2号＆17号＆34号＆36号＆37号
- 2018年3月13日配信回（#96）2号＆31号＆33号
- 2018年3月20日配信回（#97）2号＆17号＆32号＆陽菜菜々羽（35号）
- 2018年3月26日、上層部からの4月以降契約更新未定が告げられたとして#98「今夜で最後かもスペシャル」を配信[14]。2号＆14号＆17号
- 翌4月2日は♯99（仮）とナンバリングし、「今夜はとりあえず放送しますが、あくまで今後は未定ですスペシャル」を銘打った[15][16]。2号＆17号＆36号＆37号
- 100回目の放送は2018年4月10日 22号＆33号＆34号＆柳瀬早紀（41号）
- 101回目の放送は2018年4月17日 22号＆31号＆41号
- 102回目の放送は2018年4月24日 33号＆36号＆37号＆光部るる（39号）
- 104回目の放送は2018年5月8日　2号＆14号＆17号＆33号＆37号＆39号
- 105回目の放送は2018年5月15日 2号＆14号＆17号＆33号＆37号＆39号
- 2018年5月22日放送　34号＆37号＆41号
- 2018年6月26日、最終回となる#111では歴代妄マンガール集合と題し、清水あいり（2号）、神崎紗衣（4号）、豊田瀬里奈（6号）、樹智子（9号）、帆春（14号）、白川未奈（17号）、小柳歩（22号）、柚月彩那（31号）、椎山なつみ（32号）、相良朱音（33号）、月城まゆ（34号）、陽菜菜々羽（35号）、椿原愛（36号）、光部るる（39号）が揃う[17]。

#### 帰ってきた妄想マンデー

##### 2021年4月26日週
- 清瀬汐希、さわち店長、清水あいり、高梨瑞樹、徳江かな[8]

##### 2021年5月3日週
- あさいあみ、天木じゅん、桜りん、清水あいり、白川未奈、名取くるみ、まいてぃ[18]

##### 2021年5月10日週
- 天木じゅん、清水あいり、白川未奈、鈴木ふみ奈、葉月あや、森咲智美[19]

#### またまた帰ってきた妄想マンデー
- 第1週：森咲智美、石岡真衣、小田飛鳥
- 第2週：うんぱい、金子智美、あさいあみ[20]
- 第3週：清水あいり、白川未奈、ぱいぱいでか美、金子智美、月城まゆ、日下部ほたる
- 第4週：橋本梨菜、清水あいり、高梨瑞樹、新田ゆう、missha[21]

## 主なコーナー
#110、#111では歴代全200企画が壁に貼り出された。
オープニングコーナー
当初はスタジオ外からの挨拶のみだったが、スタジオに入るまでのコント形式の進行が事実上コーナー化したもの。週によっては大半が占められることもある。2017年10月2日には「妄想GAME SHOW2017」を行なった。
ゆっさゆっさマンポ
胸に万歩計をつけ、揺れた回数を競うコーナー。
妄マンG丸裸個人面談
MC交代のため、妄マンガールに改めて面接を行うコーナー。水着から私服への逆生着替えを行うのが恒例。
のびしろ選手権
スターとしてののびしろを身に着けるため、両手を使って伸ばした料理用のラップを、自分の胸に当ててさらに引き伸ばすゲーム。視聴者から苦情多数のため、5月10日配信分より「とラップ脱出選手権」にルールを改めるとともに改称。
妄マン大喜利
お題に沿って投稿募集されるエッチな妄想大喜利コーナー。
2周年プロジェクト妄マン写真集
2018年1月から4月までの企画。2周年を記念し今野杏南が撮影、プロデュースする写真集を制作。投票により被写体が清水あいり、月城まゆ、松嶋えいみ、椿原愛、白川未奈の5名に決定など、製作経緯を随時伝える。
ギンギンスクショグランプリ
2018年開始。番組のHなスクリーンショットをメールしてもらい、翌週に優秀作を発表する。2018年6月11日配信分で最終回（ファイナル）を迎え、翌週には番組小道具がプレゼントされた。

## 過去の主なコーナー
綾部時代に行っていたコーナー
カッチカッチ劇場
視聴者のみなさまから予想以上の反響をいただく刺激たっぷりの妄想ストーリー。目をつぶって聞くことを推奨される朗読劇。猥談に聞こえなくもないが、何の変哲もないシチュエーションの朗読である。
教えて！あんな先生
学校では教えてくれないエッチな疑問を解決。
妄マン野球拳
みんなのコメント数で発動する王道妄想ゲーム。
妄想リクエスト
綾部巨匠が妄マンガールを激撮。
妄想お悩み相談室
みんなのエッチなお悩みにお答え。
神様仏様あんちょ様
毎週異なる設定（学生時代の校舎裏など）を与え、今野杏南と生電話。口説き落としてキスのOKをもらうことに挑むコーナー。
お～い、カッチカッチ丸
女性MC2人に言ってもらいたいセリフを投稿してもらうコーナー。ヘッドホン推奨とされ、綾部もヘッドホンで審査した。アルコ&ピース時期にも復活。
はじめてのセクシービデオデビュー！？
『またまた帰ってきた』第1夜（#4）からのコーナー。グラビアアイドルがもしセクシービデオに出演した場合、いったい金額は幾らになるのか、どんな内容になるのかをグラビアアイドルのパフォーマンス、プロフィールを基に有識者と査定する。審査員は村西とおる、しみけん、上原亜衣。
令和のセクシー番組俺にやらせろSP
『またまた帰ってきた』第3夜（#6）からのコーナー。令和はセクシー番組絶滅危機。11PM、ギルガメッシュNIGHTに代表されるセクシー番組の炎を絶やしてはならないため、「規制だらけの世の中でも通用する令和のセクシー番組」をMCを希望する芸人がプレゼン、実際にコーナー化する企画。企画内容だけではなく仕切りの能力などもアルピーに査定される。

## スタッフ

### 終了時のスタッフ[注 1]
- 作家：高尾龍一、前原一磨
- プロデューサー：高宮一徳（AbemaTV）、安達敏春（共同テレビ）
- 総合演出：安達敏春
- ディレクター：井上貴詞、大関人夢、水野潤（共同テレビ）
- AP：伊藤彰太（AbemaTV）、薄木瑠里（共同テレビ）
- AD：鶴見明香里（共同テレビ）
- アートスーパーバイザー：遠藤直人、福田優花（AbemaTV）
- スタジオ技術：共同テレビジョン映像制作部
- 撮影協力：共同テレビジョン

### 過去のスタッフ
- プロデューサー：浜崎元希
- AP：高森かづ

## 関連
- 土曜の夜は尻上がり!「ピーチゃんねる」

たびたびコラボレーション番組を制作するほか、2017年7月に「ミス妄ピー・グランプリ」を共同開催。7月31日配信回にはグランプリを受賞した寺口智香が番組枠を超えて出演した。
- 新春アベマで姫はじめ！ピーチゃん×妄マン×マスカッツ 生で今年もよろシコねSP（2018年1月1日、夜0時30分から2時間55分配信）

「妄想マンデー」「ピーチゃんねる」「恵比寿マスカッツ1.5 真夜中のワイドショー」3番組合体特別番組。

## 備考
- YouTube公式アカウントでのアーカイブ動画配信は他のAbemaTV番組と違い、AbemaTV公式 YouTubeアカウントではなく、【公式】妄想マンデーアカウントで行っている。
- 配信2周年および100回到達を記念し、写真集『一妄打尽』を発売。同名の写真展が2018年4月28日から5月6日まで開催された[30][31]。